# Amoklauf von Erfurt

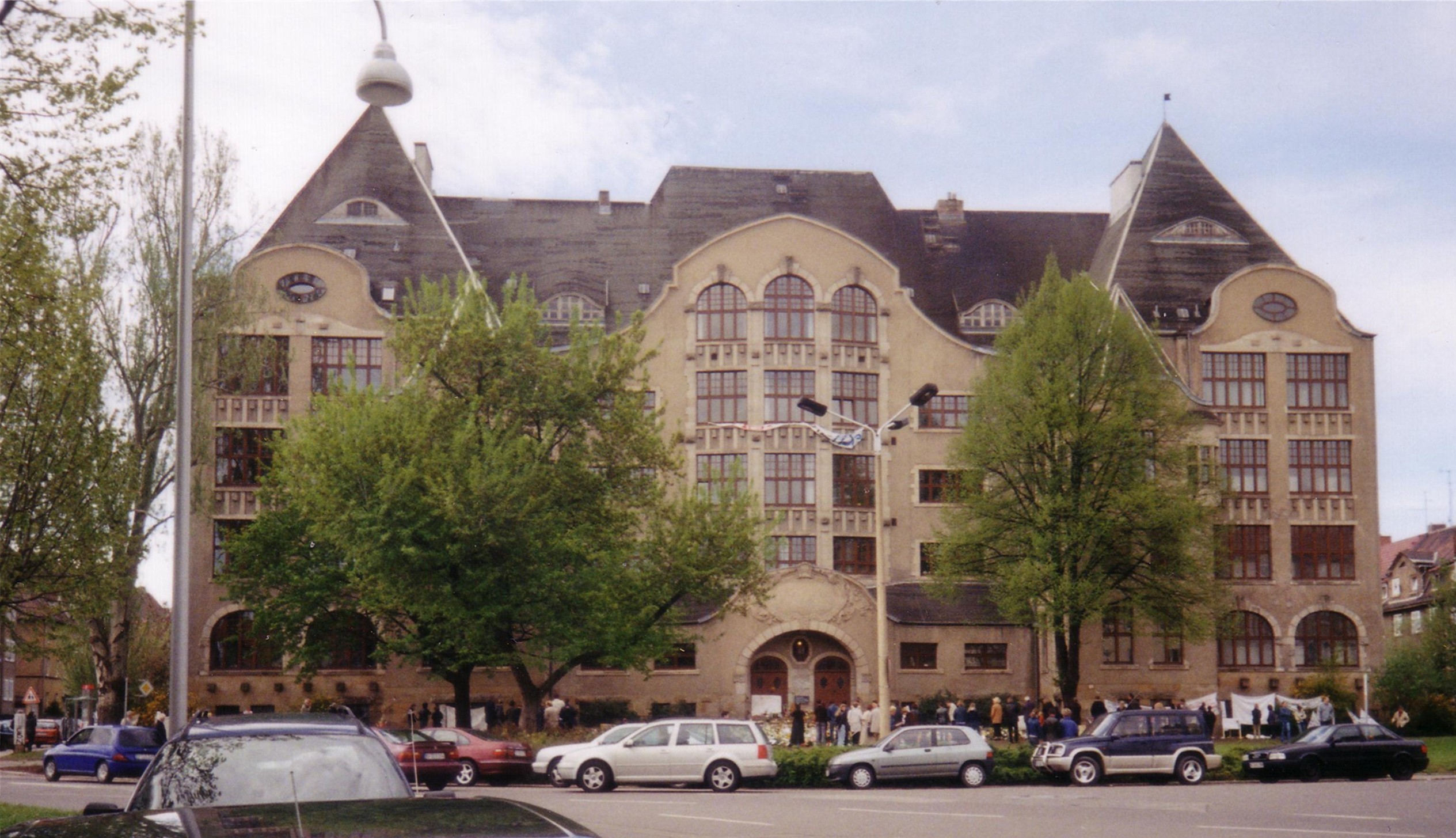
Das Gutenberg-Gymnasium nach der Schließung 2002

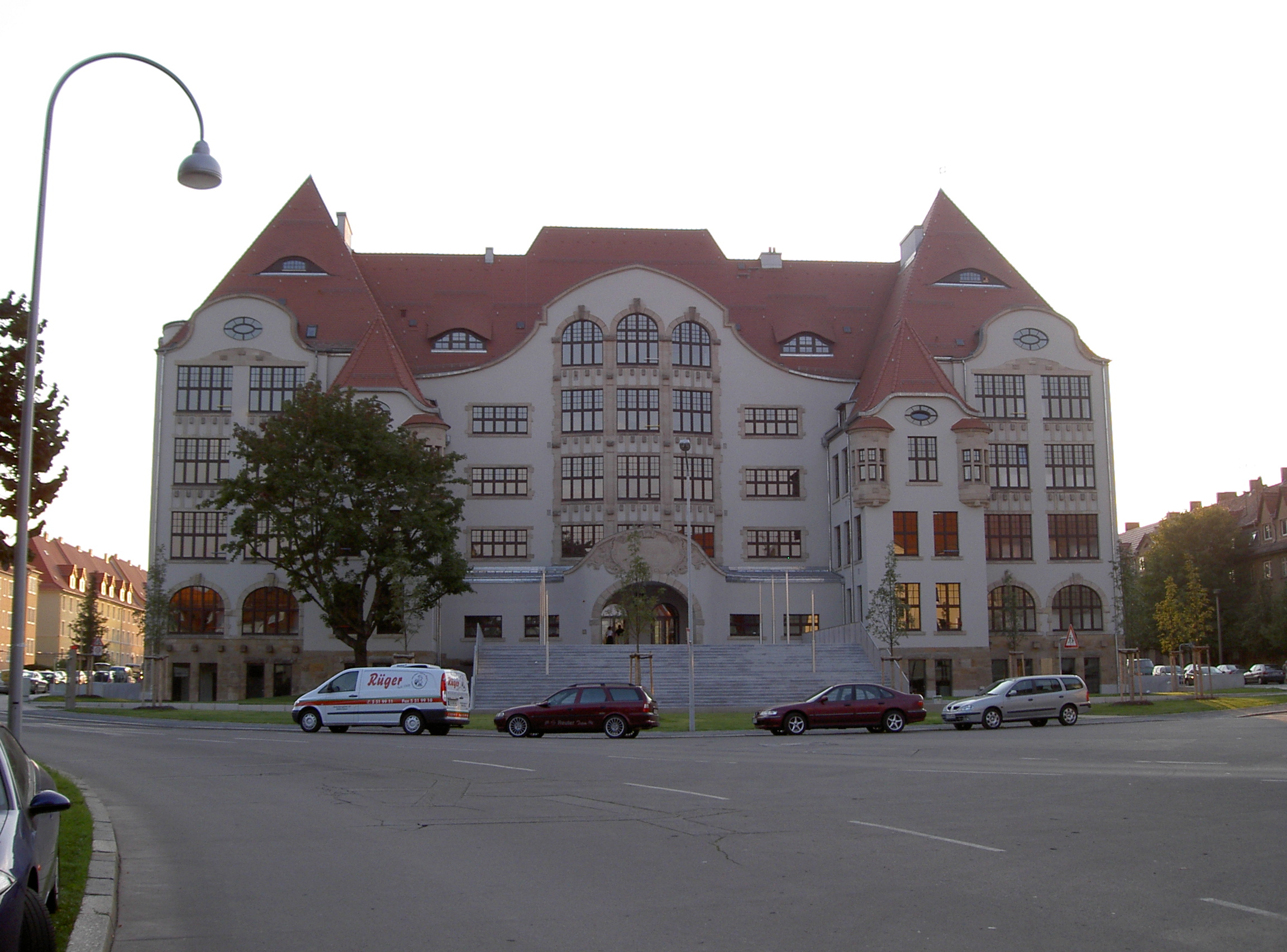
Seit August 2005 wird das umgestaltete Gebäude wieder für den Unterricht genutzt

Der Amoklauf von Erfurt ereignete sich am Vormittag des 26. April 2002 am Gutenberg-Gymnasium in Erfurt. Dabei erschoss der 19-jährige ehemalige Gutenberg-Schüler Robert Steinhäuser elf Lehrer, eine Referendarin, eine Sekretärin, zwei Schüler, einen Polizeibeamten sowie sich selbst.

## Tathergang
Die Tat fand am Tag der letzten schriftlichen Abiturprüfungen statt. Robert Steinhäuser betrat wahrscheinlich gegen 10:45 Uhr unmaskiert die Schule, seine Waffen und die Munition trug er zu diesem Zeitpunkt noch in seiner Sporttasche oder seinem Rucksack. Er begab sich in die Herrentoilette im Erdgeschoss und wechselte dort einen Teil seiner Kleidung – unter anderem zog er sich eine schwarze Gesichtsmaske über den Kopf. In der Toilette ließ er seine Jacke (mit Geldbörse inklusive Papieren), seine Sporttasche, seinen Rucksack, Munition und einige andere Gegenstände zurück. Er bewaffnete sich mit den weiter unten beschriebenen Waffen und nahm befüllte Magazine für die Pistole sowie einige Patronen für die Vorderschaftrepetierflinte mit.
Von der Toilette aus begab sich Steinhäuser auf den Weg ins Sekretariat. Dort erschoss er die stellvertretende Schuldirektorin und die Sekretärin. Im Nebenzimmer befand sich die Direktorin, dieser Raum wurde von Steinhäuser nicht betreten. Die Zwischentür war zu diesem Zeitpunkt noch unverschlossen, erst als die Direktorin wegen des Lärms nachsah und die Leichen entdeckte – Steinhäuser hatte den Raum bereits wieder verlassen –, schloss sie sich in ihrem Büro ein und alarmierte die Rettungsleitstelle.
Nach dem Verlassen des Sekretariats begab sich Steinhäuser über die Treppe in den ersten Stock. Noch auf der Treppe schoss er einem Lehrer, der gerade einen Vorbereitungsraum aufschließen wollte, mehrfach in den Rücken. Im ersten Stock angekommen, begab er sich zielstrebig in den Raum 105 und erschoss dort vor den Augen der Schüler den anwesenden Lehrer. Durch die Schüsse alarmiert wollte der Lehrer aus dem gegenüberliegenden Klassenzimmer nachsehen, was passiert war, und betrat den Gang, wo er von Steinhäuser mit mehreren Schüssen getötet wurde.
Der Täter begab sich dann auf den Weg in den zweiten Stock. Dort betrat er zuerst den leeren Raum 206, dann den Raum 205, in dem sich nur wenige Schüler befanden, schoss dort allerdings nicht. Nun durchquerte er den Flur in Richtung Nord-Treppenhaus und feuerte fünfmal auf eine Lehrerin. Dann betrat er den Raum 211 und gab – wiederum vor den Augen der Schüler – fünf Schüsse auf die anwesende Lehrerin ab. Sein nächster Weg führte Steinhäuser in das gegenüberliegende Klassenzimmer 208, auf die dortige Lehrerin (welche in Größe und jugendlicher Gestalt den umstehenden Schülerinnen ähnelte) schoss der Täter allerdings nicht.
Steinhäuser begab sich jetzt auf den Weg in den dritten Stock, wo er in Raum 307 eine weitere Lehrerin erschoss. Hier wechselte er zum ersten Mal das Magazin seiner Waffe. Wieder auf dem Flur begegnete er einer Lehrerin, die sich nach dem Krach erkundigen wollte. Sie wurde von Steinhäuser jedoch ignoriert. Danach erschoss er eine unterrichtende Referendarin in Raum 304/310 sowie eine weitere Lehrerin auf dem Flur. Kurz danach wurde Steinhäuser zum ersten Mal identifiziert, denn eine Schülerin erkannte ihn trotz der Gesichtsmaske. Auf dem Weg Steinhäusers zur Südtreppe erschoss er einen weiteren Lehrer.
Steinhäuser begab sich nun wieder in das südliche zweite Obergeschoss. Die Situation war nun aber anders, die meisten Schüler wussten bereits von den Geschehnissen, viele waren schon geflüchtet. Der Täter traf hier nun erstmals auf verschlossene und verbarrikadierte Klassenzimmer. Dennoch fand Steinhäuser auch hier Opfer; er schoss mehrmals auf eine fliehende Lehrerin. Diese fiel vornüber durch eine halbgeöffnete Tür, Steinhäuser stieg über sie hinweg und gab aus der anderen Richtung noch einen weiteren Schuss auf die liegende Frau ab. Der Täter wechselte nun zum zweiten Mal das Magazin. Im Raum 208 hatte sich die jugendlich aussehende Lehrerin, die vorher von Steinhäuser verschont worden war, mit ihrer Klasse eingeschlossen. Steinhäuser versuchte, den Raum zu betreten; nachdem dies misslang, schoss er in schneller Schussfolge achtmal durch die geschlossene Tür. Hierbei wurden zwei Schüler tödlich getroffen.
Robert Steinhäuser ging nun ins erste Obergeschoss, wo er einen Schuss durch die Tür zu einem WC abgab. Die Kugel blieb im Rucksack eines Schülers stecken, der vor einem Waschbecken stand.
Steinhäuser begab sich nun auf den Schulhof. Dort erschoss er eine Lehrerin, die sich um die Evakuierung der Schüler gekümmert und sie immer wieder zum Verlassen des Schulgeländes angetrieben hatte. Steinhäuser wechselte nun sein Magazin zum dritten und letzten Mal. Zu diesem Zeitpunkt traf auch das erste Polizeiauto an der Schule ein. Robert Steinhäuser eröffnete das Feuer auf die Polizisten. Einer der Polizisten schoss einmal zurück. Bei diesem Schusswechsel wurde niemand getroffen. Daraufhin begab sich Steinhäuser sehr zügig in das erste Obergeschoss und erschoss einen Polizisten durch ein Fenster.
Vor dem Raum 111 traf Steinhäuser auf den Lehrer Rainer Heise. Der Täter hatte seine Gesichtsmaske bereits abgenommen, so konnte ihn der Lehrer erkennen. Dem Lehrer war zumindest im Ansatz der Umfang der Geschehnisse der letzten Minuten bewusst. Ihm war auch klar, dass er den Amokläufer direkt vor sich hatte. Er sagte zu Steinhäuser: „Du kannst mich jetzt erschießen“, und schaute ihm dabei in die Augen. Dieser senkte jedoch die Waffe und sagte: „Herr Heise, für heute reicht’s.“ Heise forderte Steinhäuser auf, für ein Gespräch in den nächstliegenden Raum (Raum 111, Materialraum Kunst) zu kommen, Steinhäuser folgte der Aufforderung, ging auf die geöffnete Tür zu und wurde daraufhin von Heise in den Raum gestoßen und darin eingesperrt. Kurz darauf erschoss sich Steinhäuser selbst, der Schuss wurde von einem Polizeibeamten gehört.
Alles in allem dauerte der Amoklauf vom ersten Schuss bis zu Steinhäusers Selbsttötung höchstens 20 Minuten. Etwa eineinhalb Stunden später wurde die Leiche Steinhäusers von einem Spezialeinsatzkommando (SEK) der Polizei im Raum 111 aufgefunden.

## Hintergründe

### Täter und Motiv
Robert Steinhäuser war bis Anfang Oktober 2001 Schüler des Gutenberg-Gymnasiums. Ende September 2001 blieb er einige Tage dem Unterricht fern, als Entschuldigung legte er ein ärztliches Attest vor. Jedoch wurde schnell bemerkt, dass es sich um eine Fälschung handelte. Wegen dieser Urkundenfälschung wurde Steinhäuser der Schule verwiesen.
Im Gegensatz zu den meisten anderen Bundesländern gab es in Thüringen an Gymnasien keine Prüfungen oder automatische Zuerkennung der mittleren Reife nach der 10. Klasse. Schüler, die das Abitur nicht bestanden oder – wie Steinhäuser – der Schule verwiesen wurden, hatten dadurch keinen Schulabschluss und somit kaum eine berufliche Perspektive.
Als mögliches Motiv für den Amoklauf wird daher der aus Sicht des Täters ungerechtfertigte Schulverweis, der später auch als rechtlich nicht haltbar erkannt wurde (s. S. 306/307 des Berichtes des Untersuchungsausschusses), und die damit verbundene berufliche Aussichtslosigkeit angesehen.
Die polizeilichen Ermittlungen ergaben, dass Steinhäuser Internetrecherchen zum Amoklauf an der Columbine High School betrieben und Dateien zu dieser Tat auf seinem Computer gespeichert hatte.

### Verwendete Waffen

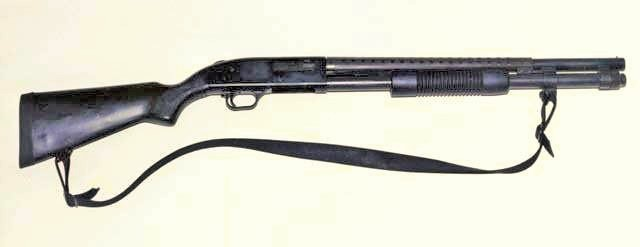
Eine Vorderschaftrepetierflinte Mossberg 590 mit 20-Zoll-Lauf

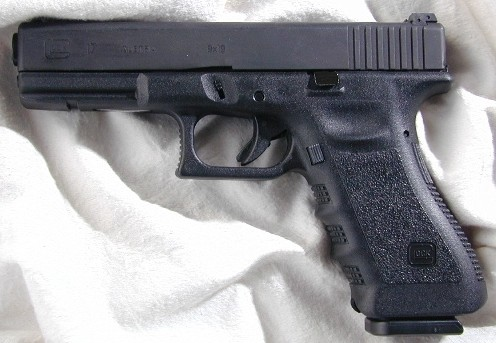
Eine Glock 17; 9 mm Parabellum

Seit 2000 war Steinhäuser Mitglied in einem Schützenverein, außerdem legte er die erforderliche Prüfung ab, um in den Besitz einer Waffenbesitzkarte (WBK) zu kommen. In den Monaten vor der Tat kaufte er sich die beiden Tatwaffen, Munition und verschiedene Ausrüstungsgegenstände (Magazine, Holster und Ähnliches).
Die zum Erwerb nötigen behördlichen Eintragungen in der Waffenbesitzkarte sowie die von Steinhäuser für die Erlangung dieser Eintragungen beigebrachten Unterlagen, die Ausfertigung dieser Unterlagen durch zuständige Vereinsorgane oder Anlagenbetreiber und die für die Erlangung der Unterlagen von Steinhäuser gemachten Angaben entsprachen jedoch nicht den Anforderungen des deutschen Waffengesetzes. Steinhäuser wusste vermutlich, dass die Eintragungen in seiner Waffenbesitzkarte gesetzwidrig erlangt worden waren und der Kauf somit illegal war.
Der Kauf der beiden Tatwaffen erfolgte nach späteren Untersuchungen auf Grundlage der nötigen Eintragungen in der Waffenbesitzkarte von Steinhäuser und war somit aus Sicht des Verkäufers legal. Er meldete den Weiterverkauf pflichtgemäß den Behörden. Diese hätten aufgrund dieser Meldung wegen der mutmaßlich fehlerhaften Eintragungen in der Waffenbesitzkarte die Waffen unverzüglich von Steinhäuser einziehen müssen.
Steinhäuser führte bei der Tat zwei Waffen mit. Er benutzte nur seine Pistole Glock 17, für die er mehrere Magazine zu je 17 und 31 Schuss mitführte. Die andere Waffe, eine Vorderschaftrepetierflinte (Pumpgun) Mossberg 590, trug er auf dem Rücken. Sie wurde während der Tat nicht benutzt. Zunächst wurde vermutet, die Waffe sei aufgrund eines Bedienfehlers nicht einsatzbereit gewesen, allerdings können dem Bericht der Kommission Gutenberg-Gymnasium zufolge die vermeintlichen Spuren des Bedienfehlers auch später beim Entladen der Waffe durch am Tatort tätige Beamte entstanden sein.

## Reaktionen

### Gedenkveranstaltungen

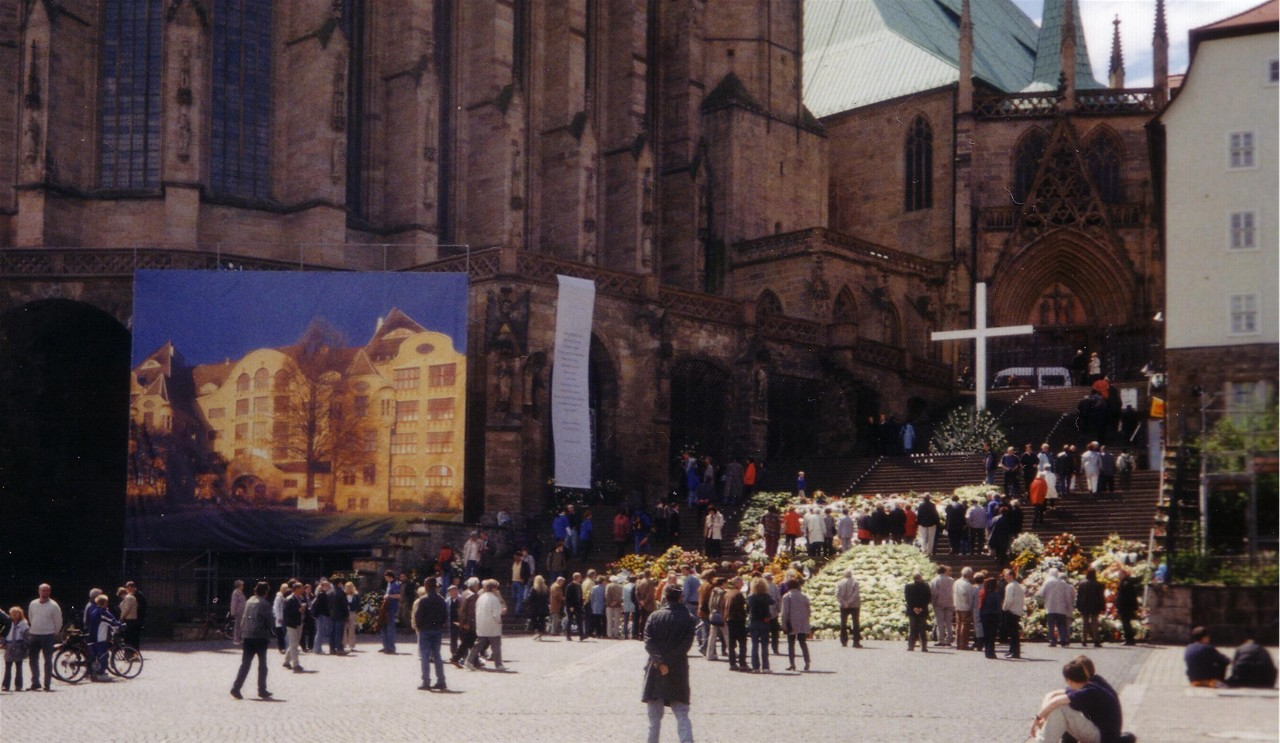
Die Erfurter Domstufen zwei Tage nach der Gedenkfeier

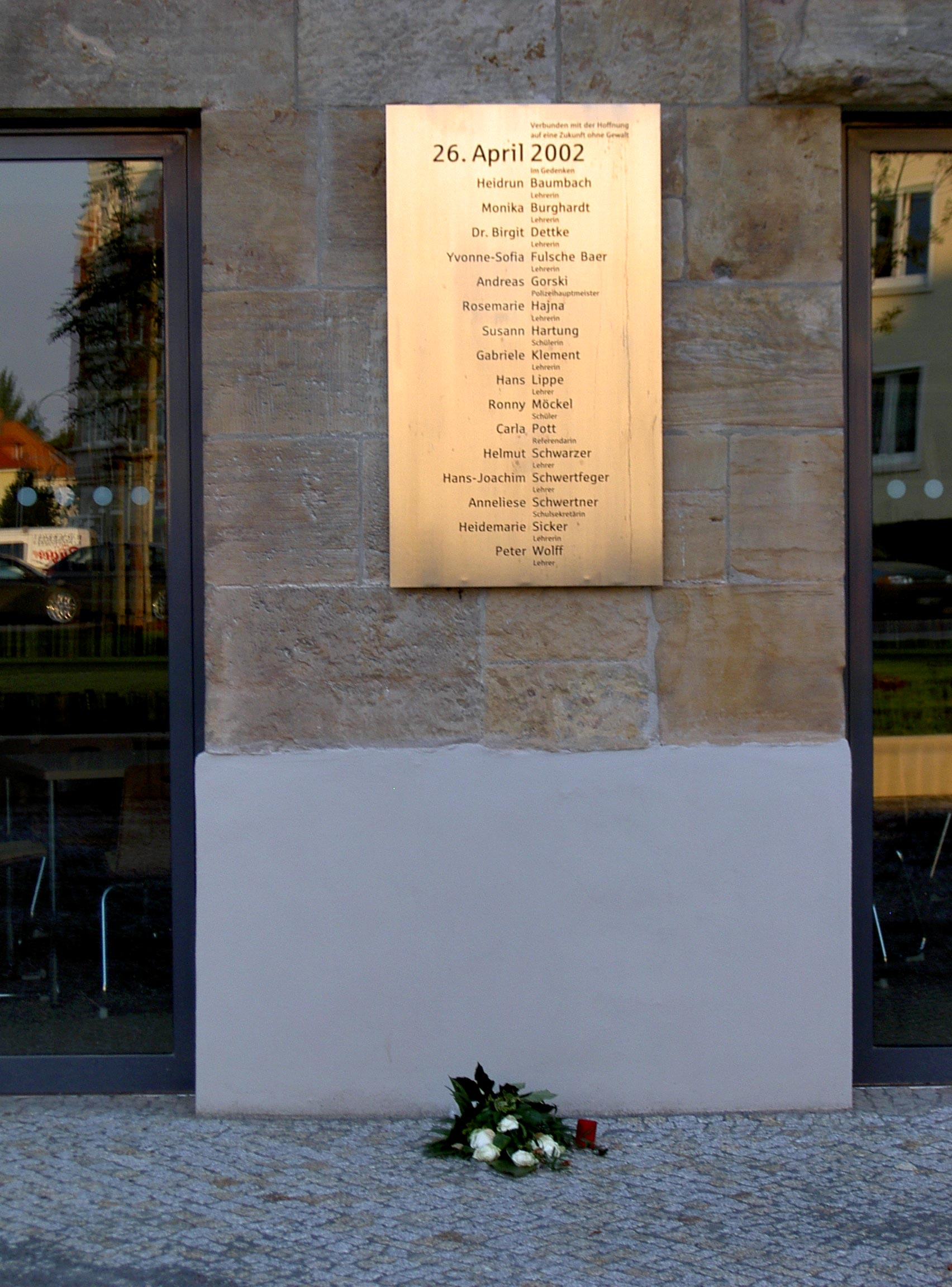
Gedenktafel

Auf die Stunde genau eine Woche nach der Tat fand am Freitag, dem 3. Mai auf dem Domplatz im Zentrum Erfurts eine Gedenkfeier für die Opfer des Amoklaufs statt, insgesamt nahmen daran über 100.000 Menschen teil. Dabei betonte der damalige Bundespräsident Johannes Rau, dass er auch Robert Steinhäusers selbst gedenke; was ein Mensch auch immer getan habe, er bleibe ein Mensch. Die Angehörigen Steinhäusers wohnten der Gedenkfeier, abgeschirmt von der Öffentlichkeit, vom Fenster eines nahen Gebäudes aus bei.
Die Initiative Schrei nach Veränderung, welche sich einen Tag nach dem Ereignis aus Erfurter Schülern gründete, organisierte eine Woche später die mit 4.000 teilnehmenden Schülern größte Schülerdemonstration in der Geschichte der Landeshauptstadt. Zwei Jahre nach der Tat gab die Initiative offiziell ihre Auflösung bekannt.
Am 26. April 2012 läutete die sonst nur acht Mal im Jahr nach einer strengen Läuteordnung erklingende Glocke Gloriosa des Erfurter Domes zum 10-jährigen Gedenken der Opfer des Amoklaufs im Gutenberg-Gymnasium außerplanmäßig. Die Schulleiterin bezeichnete den 26. April 2002 in einer Ansprache als „Tag des Entsetzens“, der sich in das kollektive Gedächtnis eingebrannt habe. In jedem Jahr wird am 26. April vor dem Schulgebäude an die Opfer erinnert, seit 2017 mit einer Schulglocke, die eigens dafür gegossen wurde.

### Vermutete Ungereimtheiten
In den Medien kam es kurz nach dem Amoklauf zu kontroversen Diskussionen um die Aussagen von Rainer Heise, da er teilweise widersprüchliche Angaben machte. Kritiker sahen in seinem Verhalten eine Selbstdarstellung auf Kosten der Opfer. Andere hingegen verteidigten den Pädagogen gegen die Vorwürfe und verwiesen auf seinen Schockzustand nach dem Amoklauf. Schüler, die sich hinter Heise stellten, sahen sich mitunter massiven Anfeindungen ausgesetzt.
Nach der Tat kam das Gerücht auf, dass es neben Steinhäuser einen weiteren Täter gegeben habe. Anders ließen sich der Tatablauf und die differenzierende Trefferquote des Täters nicht erklären.
Der Erfurter Rechtsanwalt Eric Langer erhob nach seinen Recherchen zum Schulmassaker den Vorwurf, dass die beiden Schüler sowie drei Lehrer erst zwischen ein und zwei Stunden, nachdem sie von Steinhäuser angeschossen worden waren, starben. In der Zeit sei ihnen keine medizinische Hilfe zuteilgeworden.
Die thüringische Landesregierung setzte daraufhin die sogenannte Gasser-Kommission ein, die nach drei Monaten im offiziellen Abschlussbericht vom 21. April 2004 Rainer Heise vollständig entlastete. Die Zweifel am Wahrheitsgehalt seiner Aussagen wurden verworfen. Die Kommission schloss auch die Existenz eines Mittäters aus, da sämtliche Opfer zeitlich dem Weg und der Waffe des Täters zugeordnet werden konnten. Die Opfer hätten zudem nicht früher notfallmedizinisch versorgt oder gar gerettet werden können, ihre schweren inneren Verletzungen waren eindeutig tödlich.

### Missbilligung der Entscheidung der Direktorin
Die Thüringer Landesregierung sprach der Schuldirektorin wegen der Relegation (Verweisung des Schülers von der Schule) bereits kurz nach der Tat eine Missbilligung aus, informierte allerdings die Öffentlichkeit damals nicht darüber und bestätigte diese Missbilligung im April 2004 nach der Vorlage des Kommissionsberichts. Der von der Direktorin ausgesprochene Schulverweis sei zwar pädagogisch vertretbar, sie habe jedoch ihre rechtlichen Befugnisse überschritten. Ihre Äußerungen Steinhäuser gegenüber seien unangemessen gewesen. Juristische Konsequenzen erwuchsen der Schulleiterin aus ihrem Handeln jedoch nicht, sodass sie bis 2023 in gleicher Position am Gymnasium tätig blieb.

## Aufarbeitung

### Analyse der Ministerpräsidentenkonferenz
Die Ministerpräsidentenkonferenz der Länder beauftragte am 26. Juni 2003 die Institutionen Deutsches Forum für Kriminalprävention (DFK), Deutsches Jugendinstitut (DJI) und Polizeiliche Kriminalprävention (ProPK) mit der Erstellung einer umfänglichen Expertise, die auf der Basis einer großen Abfrage in den Ländern Handlungsempfehlungen an die Politik vortragen sollte. Unter Federführung des DFK (verantwortlich: Rudolf Egg, Redaktion Norbert Seitz und Manfred Günther) wurde ein ausführlicher Text am 20. September 2006 zunächst intern den Chefs der Staats- und Senatskanzleien präsentiert. Das DJI entwickelte darüber hinaus eine „Zwischenbilanz“ mit Beiträgen aus den verschiedenen Tätigkeitsfeldern der Jugendhilfe, die in dem Buch „Strategien der Gewaltprävention im Kindes- und Jugendalter“ 2007 erschienen.

### Jugendschutzgesetze
Der Amoklauf führte auch zu einer verstärkten Thematisierung von Jugend und Gewalt in der öffentlichen Diskussion, besonders in Bezug auf Computerspiele (insbesondere Ego-Shooter), von manchen Medieneinrichtungen als „Killerspiele“ bezeichnet, und den Umgang mit fiktionaler Gewalt in weiteren Medien. Nach dem Bericht der Gutenberg-Kommission besaß der Täter einige gewaltdarstellende Videofilme wie Fight Club, Predator oder Desperado, ebenso Ego-Shooter wie Return to Castle Wolfenstein, Hitman (Letzteres war zum Tatzeitpunkt indiziert, von Ersterem war zum Tatzeitpunkt die englische Version indiziert, die Indizierung der deutschen Version wurde wenige Tage nach dem Amoklauf im Bundesanzeiger bekanntgegeben) oder Half-Life. Für das Computerspiel Counter-Strike, das im Zusammenhang mit dem Amoklauf häufig von den Medien erwähnt wurde, hat sich Steinhäuser dem Bericht zufolge anscheinend nicht interessiert. Die Diskussionen beschleunigten die Arbeit an dem neuen Jugendschutzgesetz, welches wenige Wochen später verabschiedet wurde, und trugen dazu bei, dass es verschärfte Regelungen für diese Bereiche enthält. Jedoch konnte durch eine Studie keine erhöhte Gewaltbereitschaft durch den Konsum von gewalttätigen Videospielen nachgewiesen werden. Vielmehr hat beispielsweise die Strafrechtlerin Arabella Pooth (geb. Liedtke) in einer Studie gezeigt, dass gerade kein ursächlicher Zusammenhang zwischen Amokläufen und Ego-Shootern wie Counter-Strike besteht.

### Waffenrecht
Neben dem Jugendschutzgesetz wurde auch das Waffengesetz verschärft. Bereits vor der Tat lag ein Entwurf für eine Neuregelung vor, der am Tag der Tat selbst durch eine Abstimmung im Bundestag angenommen wurde. Obwohl Steinhäuser überhaupt nur aufgrund der Nachlässigkeiten der zuständigen Behörde in den Besitz der von ihm verwendeten Waffen gelangte und in deren Besitz verblieb (den Erwerb der Glock-Pistole zeigte er dem Ordnungsamt nicht fristgemäß an, den Voreintrag der Flinte verfälschte er, trotz der eingegangenen Verkaufsanzeige des Waffenhändlers erfolgte keine Reaktion der Behörde), fanden weitere Beschränkungen hierbei Eingang. Bundestag und Bundesrat verabschiedeten im Sommer 2002 das Gesetz zur Neuregelung des Waffenrechts (WaffRNeuRegG). Das Mindestalter für Sportschützen zum Erwerb einer großkalibrigen Waffe mit Ausnahme von Flinten, wie sie für Wurfscheibendisziplinen benutzt werden, wurde auf 21 Jahre angehoben und den Sportschützen unter 25 Jahren eine medizinisch-psychologische Untersuchung zur Auflage gemacht. Vorderschaftrepetierflinten (sog. Pumpguns), die nur über einen sog. Pistolengriff, nicht jedoch über einen Hinterschaft verfügen, wurden gänzlich verboten. Des Weiteren wurden die Aufbewahrungspflichten für Schusswaffen und Munition erheblich verschärft.

### Thüringer Schulgesetz
Ebenso geriet das Thüringer Schulgesetz in das Kreuzfeuer der Kritik. Da Steinhäuser bereits volljährig war, war die Schulleitung der Meinung, seine Eltern nicht über seinen Schulverweis (der, wie der Untersuchungsausschuss später feststellen sollte – S. 306/307, s. u. –, gar nicht rechtswirksam zustande gekommen war) informieren zu dürfen. Die Eltern erkannten somit nicht, dass ihr täglich das Haus verlassender Sohn nicht mehr zur Schule ging.
Daraufhin wurde im Thüringer Schulgesetz ergänzt, dass bei schwerwiegenden Ordnungsmaßnahmen wie einem Schulverweis die Eltern des betroffenen Schülers auch dann von der Schule informiert werden sollen, wenn dieser bereits volljährig ist, aber das 21. Lebensjahr noch nicht vollendet hat (§ 31 Abs. 3 des Thüringer Schulgesetzes). Auch in anderen Bundesländern wurde eine solche Regelung als Reaktion auf dem Amoklauf von Erfurt in das Schulgesetz aufgenommen.
Außerdem gab es zum Zeitpunkt des Amoklaufs, im Gegensatz zu den meisten anderen Bundesländern, an Gymnasien in Thüringen keine Prüfungen oder automatische Zuerkennung der mittleren Reife (Realschulabschluss) nach der 10. Klasse. Schüler, die das Abitur nicht bestanden, hatten somit keinen Schulabschluss und daher kaum eine berufliche Perspektive. Als Reaktion auf den Amoklauf konnten Schüler der Gymnasien im Jahr 2003 auf eigenen Wunsch am Ende der Klasse 10 an einer Prüfung teilnehmen. Seit 2004 ist diese Prüfung als Besondere Leistungsfeststellung für alle Thüringer Gymnasiasten Pflicht. Zudem kann der schulische Teil der Fachhochschulreife gemäß § 82a der Thüringer Schulordnung erworben werden.

### Landespolizeigesetze
Die Landespolizeigesetze und die Polizeiausbildung wurden in den meisten Bundesländern reformiert. Während früher die Polizeistreifen zwingend auf ein Spezialeinsatzkommando warten mussten, erhalten Polizisten in ganz Deutschland heute die notwendige Ausbildung und Ausstattung, um selbst unmittelbar gegen Amoktäter vorzugehen.

## Nachwirkungen

### Betroffene
Nach dem Amoklauf wurden bei etwa 700 Schülern posttraumatische Belastungsstörungen diagnostiziert, etwa einhundert von ihnen befanden sich auch noch ein Jahr danach in Behandlung. Zehn Jahre nach dem Amoklauf befanden sich noch immer sechs Zeugen in psychologischer Behandlung, darunter vier, die zunächst ein Nachsorgeprogramm abgelehnt hatten. Es seien bei diesen Jugendlichen „zeitverzögert Störungen wie Erinnerungslücken und extremes Vermeidungsverhalten“ aufgetreten. Die Schulleiterin beklagte in einem Interview fehlende Ressourcen zur Prävention, etwa Unterstützungsinstrumente in Form von Freizeitpädagogen, Schulpsychologen oder Sozialarbeitern.
Die Thüringer Unfallkasse als Kostenträger übernahm einem Bericht des Focus aus dem Jahr 2012 zufolge bislang Betreuungskosten für die Opfer in Höhe von etwa 5,6 Millionen Euro, darunter etwa 2,2 Millionen Euro als Rentenzahlungen, beispielsweise für Hinterbliebenenrenten.

### Veröffentlichungen
Stark umstritten ist die angebliche „literarische Dokumentation“ Für heute reicht’s von Ines Geipel. Darin werden den Sicherheitskräften Versagen und den Rettungskräften wenig Professionalität während des Einsatzes im Gutenberg-Gymnasium vorgeworfen. Die Gasser-Kommission kam jedoch zu dem Ergebnis, dass sich die Darstellung der Ermittlungsbehörden weitgehend bestätigt habe. Die getroffenen Maßnahmen hätten jedoch wirkungsvoller sein können, da es Mängel bei der Kommunikation zwischen den Einsatzkräften gegeben habe, die zum Teil technisch bedingt waren. Außerdem gab es Versäumnisse, Vorbereitungen für den SEK-Einsatz zu treffen. Letztlich blieben diese jedoch ohne schwere Folgen. Die Kommission stellte zudem klar, dass in diesem Buch hinsichtlich „dessen Ego-Shooter-Aktivitäten ein […] nicht mit der Wirklichkeit übereinstimmendes Bild von Robert Steinhäuser gezeichnet wird“ und dass „an dieser Stelle ohne gesichertes Faktenwissen offensichtlich ins Blaue hinein geschrieben wurde,“ ein Freund von Robert Steinhäuser „kenne niemanden aus dem nahen Umfeld von Robert Steinhäuser, mit dem die Autorin gesprochen habe.“ Für Kontroversen sorgte ebenso eine Veröffentlichung des Hochschullehrers Freerk Huisken, z. B. Erfurt. Was das bürgerliche Bildungs- und Einbildungswesen so alles anrichtet., als die Universität Bremen unter der Leitung von Wilfried Müller sich weigerte, diese über die Organe der Universität publik zu machen. Die zentralen Thesen des Buches seien zynisch, und den Angehörigen nicht zuzumuten.
Im Juli 2025 wurde das Buch "Die Ausweichschule" veröffentlicht, in dem der Augenzeuge und ehemalige Schüler des Gutenberg-Gymnasiums Kaleb Erdmann die Geschehnisse aufarbeitet.

### Nachahmungstaten
Bereits unmittelbar nach der Tat verwies der Leiter der Münchner Kinder- und Jugendpsychiatrie, Franz-Joseph Freisleder, auf die Verdichtung von Nachahmungstaten seit 1999 sowie den zehn Wochen zuvor geschehenen Amoklauf von Eching und Freising. Einem Bericht der WELT aus dem Jahr 2003 zufolge stieg im Bundesland Berlin die Zahl der Todesdrohungen, vorwiegend gegen Lehrer, nach dem 26. April sprunghaft an. Am 5. Juli 2005 wurde ein 36-jähriger Trittbrettfahrer, der sich in einem Brief und einer E-Mail selbst der Mitwisserschaft bezichtigt hatte, per Strafbefehl zu einer Geldstrafe in Höhe von 1800 € wegen Vortäuschen einer Straftat, wegen des Verwendens verfassungsfeindlicher Symbole sowie wegen Gewaltdarstellungen verurteilt. Der Kriminalpsychologe Jens Hoffmann stellte in einem anlässlich des Amoklaufs von Winnenden geführten Interview mit dem Deutschlandfunk fest, seit der Tat von Erfurt sei die Anzahl von Nachahmungstaten stark angestiegen. Zwar seien diese zum größten Teil nicht an die Öffentlichkeit gekommen, Deutschland sei jedoch nach den USA das Land mit den meisten solcher Taten an Schulen.

## Sonstiges
- Einen Tag nach dem Amoklauf, am Samstag, 27. April 2002, hätte die deutsche Punk-Rockband Die Toten Hosen ein Konzert in der Erfurter Messehalle geben sollen. Wegen des Amoklaufs sagte die Rockband das Konzert aus Gründen der Pietät jedoch kurzfristig ab und holte den Auftritt in Erfurt stattdessen am Sonntag, 30. Juni 2002, nach.[43] Seitdem gedenken die Toten Hosen bei jedem Auftritt in Erfurt der Opfer des Amoklaufes.
- Als Popmusiker Elton John, der zu diesem Zeitpunkt in Australien weilte, durch die Fernseh-Nachrichten des amerikanischen TV-Senders CNN von dem Amoklauf erfuhr, legte er sein bereits für den 16. Juni 2002 in der Messehalle in Erfurt gebuchtes Konzert, das sieben Wochen nach der Bluttat stattfand, als Benefizkonzert zugunsten der Hinterbliebenen an. Mithilfe seines Konzerts konnte Elton John für die Betroffenen eine Spendensumme von 170.000 Euro generieren.[44][45][46]

## Rezeption in der Kultur
- Der Amoklauf auch in populärer Musik verarbeitet: Die Erfurter Metal-Band Macbeth erinnert mit ihrem Song April (2006) an diesen Amoklauf. Ein mit 17 Kerzen am Dom betiteltes Lied des Albums Blutbahnen der Thüringer Dark-Metal-Band Eisregen, und das Lied Laughingstock der Elektro-Band SITD befassen sich auch mit der Tat. Die deutsche Metalcore-/Death-Metal-Band Zanthropya Ex verwendete ein Sample eines Nachrichtenberichtes über die Tat in ihrem Song Blutbad, des 2011 erschienenen Albums Notlösung Kopfschuss.[47]
- Der Schriftsteller Kaleb Erdmann, der den Amoklauf als Fünftklässler erlebte, verarbeitete diese Erfahrungen im Roman Die Ausweichschule, der im Juli 2025 im Verlag Park X Ullstein veröffentlicht wurde. Mit diesem Roman erhielt Erdmann am 19. August 2025 eine Nominierung für den Deutschen Buchpreis.